# En vacker natt
«En vacker natt» (рус. Прекрасная ночь) — седьмой студийный сольный альбом шведского поп-рок музыканта Пера Гессле, вышедший 28 апреля 2017 года. Альбом является частью целого проекта, состоящего из последовавшего после выхода данного альбома летнего гастрольного турне «En vacker kväll» (рус. Прекрасный вечер), а также вышедшего 1 сентября 2017 года восьмого студийного альбома Гессле «En vacker dag» (рус. Прекрасный день).
Это первый альбом Гессле, который выходит на его новом лейбле «Space Station 12» в сотрудничестве с Sony/BMG. Эта фирма, основанная Гессле пару лет назад в сотрудничестве с его многолетним менеджером Мари Димберг выпускает музыку молодых и, по мнению Гессле, перспективных музыкантов.
Это первый сольный альбом Гессле на шведском языке за последние 10 лет. Предыдущий альбом «En händig man» был выпущен в 2007 году, за ним последовал гастрольный тур по Швеции.
Многие критики, также как и автор, называют этот альбом «продолжением» диска «Mazarin» (2003). Этот альбом посвящен памяти сестры музыканта, Гуниллы Гессле.

## История записи

### Название альбома
В интервью порталу RoxetteBlog Гессле признался, что записал песню «En vacker dag» (Прекрасный день) и хотел, чтобы именно она открывала второй альбом с одноимённым названием. Поэтому, первый диск получил название «En vacker natt» (Прекрасная ночь), а гастрольный тур между ними, соответственно — Прекрасный вечер.

### История записи
Большинство песен для альбома Гессле написал после того, как было объявлено о прекращении гастрольной деятельности Roxette весной 2016 года. Запись альбома проходила в Tits&Ass Studio в Хальмстаде и в студии Aerosol Grey Machine в Валларуме (обе в Швеции). Гессле посчитал, что провел в последней более 400 дней за последние 10 лет. Поэтому он решил переместиться в другое место для записи материала: выбирали студии в Великобритании (после того, как Гессле увидел по телевизору репортаж о записи альбома Ника Кейва) и Франции, но в итоге Гессле, Лундквист, Эверман, Херрлин и Юсефссон отправились в Blackbird Studios в Нэшвилле, штат Теннесси, США. Несмотря на то, что это шведскоязычный альбом, последняя песня записана на английском языке и исполнена с Саванной Чёрч, это, по словам Гессле, дань Нэшвиллу и его культуре музыки кантри. В интервью SVT Гессле рассказал, что запись альбома в США стала для него «уникальным феноменом».
Пер Гессле об альбоме: У каждой песни своя история. Это как быть молодым и становиться старше. Оглядываться назад, но также иметь смелость смотреть вперед. Счастье, но также и разочарование. О том, что не всегда получается так как планировалось или ожидалось. В последние три года я потерял мать, брата и сестру и это, несомненно, отразилось на текстах песен и моей жизни вообще. Но жизнь продолжается.
Оригинальный текст (англ.)
Each song has its own story, it’s about being young and getting older. To look back but also dare to look ahead. Happiness, but also disappointment. About things don’t always turn out as planned or as expected. I have lost my mother, brother and sister in the last three years and it has certainly put its weight on the lyrics and my life in general. But life goes on.

Были записаны 14 песен на шведском языке и две баллады по-английски, общей продолжительностью около 65 минут. Музыканты посчитали, что для одного альбома это очень много; было предложено два варианта — сделать двойной альбом или два отдельных альбома. Гессле выбрал последнюю опцию.
Во время работы над альбомом в Нэшвилле, музыканты использовали гитару Роя Орбисона, автора песни «Oh, Pretty Woman» из фильма «Красотка». Пер также лично знаком с сыном Орбисона, Уэсли, который привез в студию пару своих старых гитар Gibson, которые приняли участие в записи альбома. Уэсли Орбисон в настоящее время строит музей, посвященный его отцу и привез гитары для записи, так как хотел, чтобы они звучали на альбоме Гессле.

### Интервью Dagens Nyheter
22 апреля в шведской газете Dagens Nyheter вышло большое и очень личное интервью с Пером Гессле о записи альбома, а также о его семье и о том, как перемены в жизни музыканта повлияли на новую пластинку. Музыкант анонсировал интервью за несколько дней до его выхода в своем официальном фейсбуке. Факты в этом разделе приводятся согласно указанному интервью. Корреспондент газеты: Мартин Ёнссон (Martin Jönsson). Интервью также сопровождают многочисленные фотографии Гессле, сделанные Томасом Карлссоном на побережье Северного моря около отеля Tylösand, которым владеет музыкант, а также фотографии из Теннесси, где записывался альбом.
В апреле 2016 года врачи настоятельно рекомендовали Мари Фредрикссон прекратить концертную деятельность и коллега Гессле по Roxette последовала их совету. Было очевидно, что деятельность дуэта по большей части прекращена. Для Gyllene Tider было ещё немного «рановато» (в 2018 году группа отметит своё 40-летие). При этом Пер хотел что-то сделать, отличное от того, чем он занимался в последнее время. Он также признаётся, что не может писать песни просто так — он пишет их только если знает, что они будут выпущены в рамках какого-то проекта. Таким образом, было решено выпустить сольный альбом, запись которого проходила в Хальмстаде и Валларуме, а затем продолжилась в США.
Музыканты приехали в Теннесси в октябре 2016 года и поселились не в отеле, а в обычном доме, который сняли через Airbnb и добирались до Blackbird Studios пешком. Несмотря на то, что Нэшвилл практически построен на индустрии звукозаписи, Гессле был там всего лишь однажды — примерно 17 лет назад в городе был концерт Roxette. Также стиль кантри не очень характерен для творчества певца: он встречается лишь в некоторых композициях на альбоме «Per Gessle» (1983), «Scener» (1985) и «Mazarin» (2003), несмотря на то, что на творчество музыканта повлияли многие артисты этого жанра: Грэм Парсонс, Эммилу Харрис, Нил Янг (периода «Harvest»), а также Джим Ривз. Из нескольких студий была выбрана самая простая, для создания интимной обстановки между участниками записи.
Для записи альбома Пер хотел пригласить местных музыкантов, чтобы придать пластинке звучание Нэшвилла. По совету владельца Blackbird Studios Джона МакБрайда был приглашен Дэн Дагмор, который играл на многих альбомах 70-х годов, которые Гессле слушал в молодости, например, Линда Ронстадт, Стиви Никс и Джеймс Тейлор. В последние годы Дагмор играл вместе с известными кантри исполнителями Стерджил Симпсон и Крис Стэплтон. Кроме того, нужен был скрипач; тогда пригласили Стьюарта Дункана, который играл с Элисон Краусс и Робертом Плантом. До этого момента Гессле никогда не работал со скрипкой, но Дункан привнес в процесс записи совершенно иную атмосферу и иные аранжировки, нежели те, к которым привыкли Пер и его музыканты. Для Гессле это был совершенно новый опыт. Не получилось пригласить для совместной работы звезду стиля Блюграсс Элисон Краусс, но вместе с тем в работе принял участие известный музыкант на гармонике Мики Рафаэль (он играл с различными коллективами от Боба Дилана до Эммилу Харрис, а также со звездой 1970-х Вилли Нельсоном).
Гессле признаётся, что играет с одними и теми же музыкантами в течение долгих лет, потому что предпочитает небольшую группу людей, которым может доверять.

## Виды релизов
- компакт-диск — 7320470210024
- компакт-диск, подписанный Пером Гессле (4000 экземпляров, доступны для предзаказа онлайн)
- виниловая пластинка (чёрный винил, обычное издание) — 7320470210048
- виниловая пластинка (красный винил, limited edition, 500 экземпляров) — 7320470210079
- цифровая дистрибуция (digital download)

Изначально предполагалось, что подписанных CD будет 500 и они будут распространяться шведскими онлайн магазинами, однако из-за повышенного спроса количество дисков было увеличено до 4000. Пер Гессле в своем официальном фейсбуке выкладывал несколько видео, в которых показывал, как подписывает все диски лично.
Из-за проблем на производстве ограниченный тираж пластинки на красном виниле планируется к выходу 5 мая 2017 года, на неделю позже основного релиза.

## Оформление альбома
Оформлением альбома, как и в 2009 году занимался Пер Викхольм. Изначально для обложки альбома был выбран портрет Гессле работы нидерландского фотографа Антона Корбейна. Осенью 2016 года скончалась Гунилла Гессле, сестра музыканта. Её сын разбирал её вещи в квартире, где она проживала и нашёл среди них одну фотографию. Позже он передал этот снимок Перу Гессле и тот решил использовать её в качестве обложки для этого альбома. В своём официальном фейсбуке, Пер рассказал, что это фотография была сделана в 1966 году в Хальмстаде на берегу Северного моря, Гунилла стояла около воды и пела какую-то песню. Таким образом, это первый сольный альбом Гессле, на обложке которого не изображен сам музыкант.
Это не первый раз, когда Гессле помещает изображения близких родственников на обложки своих релизов. Так, фотография его матери помещена на обложку сингла «Shopping with mother», а его отец — в буклете к альбому «Son of a Plumber» («Сын водопроводчика» — Курт Гессле был водопроводчиком, на альбоме ему посвящена композиция «Kurt the fastest Plumber in the West») и т. д.
Фотографии для буклета и промо-изображения музыканта сделал нидерландский фотохудожник Антон Корбейн. Когда Гессле был в Нэшвилле, ему позвонил Корбейн, который в этот момент находился в Новом Орлеане. Артисты договорились о дне съемок и все фотографии были сделаны за один день. Но в конечном итоге дизайн обложки был изменён, а снимки Корбейна украсили буклет к альбому и рекламные постеры и афишу летних гастролей. Фото сессия состоялась 31 октября 2016 года в Нэшвилле, Теннесси, США.
Во время интервью на шведском телеканале SVT ведущая программы «Gomorron Sverige» (рус. Доброе утро, Швеция) заметила, что внешне диск по оформлению похож на виниловую пластинку, на что Гессле ответил, что такова была задумка. Музыкант сказал, что сегодня, особенно в Швеции, многие слушают музыку через Spotify, но, по его мнению, рок- или поп-культура не может существовать без обложек альбомов. Сам Гессле любит всегда держать в руках физический носитель с напечатанными текстами песен, даже когда слушает музыку в интернете.

## Музыканты
Основные
- Пер Гессле — вокал, акустическая гитара, губная гармоника
- Андерс Херрлин — электро бас-гитара
- Хелена Юсефссон — вокал в песне «Första pris», бэк-вокал
- Кристофер Лундквист — акустическая гитара, электрогитара, электро бас гитара, контрабас, клавишные, мандолина, флейта, перкуссия, бэк-вокал
- Кларенс Эверман — клавишные

При участии
- Дэн Дагмор[англ.] — pedal steel, резонатор
- Стьюарт Дункан[англ.] — скрипка
- Элизабет Гудфеллоу — ударные

А также
- Саванна Чёрч — вокал в песне «Far too close»[18]
- Томас Эбрелиус — скрипка, альт в песнях «Några glas rosé» и «Far too close»
- Ларс Виннербэк — вокал в песне «Småstadsprat»

Гессле уже выпустил много альбомов, на которых он исполнял свои песни вместе с Хеленой Юсефссон. Однако, некоторые песни он писал для нескольких вокальных партий и решил, что можно пригласить других музыкантов, которые споют с ним дуэтом. Одним из таких музыкантов, которым восхищался Пер, был Ларс Виннербэк. Пер встретил его летом 2016 года на его концерте в замке Софиеру в Хельсинборге во время его летнего турне и спросил, хочет ли он спеть с ним дуэтом. Виннербэк согласился.
Американская ударница из Лос-Анджелеса Элизабет Гудфеллоу ранее работала над записью нового студийного альбома Хелены Юсефссон, который планируется к выходу в 2017/18 году.
Во время автограф сессии в Мальмё Пер Гессле дал короткое интервью журналисту Улле Берггрену (Olle Berggren) и рассказал, что изначально планировал записать дуэт с Элисон Краусс. Знакомый Гессле, владелец звукозаписывающей компании, обещал что сможет пригласить певицу для записи. Однако, этого не случилось и контракт был подписан с Саванной Чёрч, голос которой в точности похож на голос Краусс.

## Список песен
| №  | Название                                   | Автор(ы)                     | Длительность |
| -- | ------------------------------------------ | ---------------------------- | ------------ |
| 1. | «Min plats»                                | Пер Гессле                   | 3:17         |
| 2. | «Första Pris (дуэт с Хеленой Юсефссон)»    | Пер Гессле                   | 4:10         |
| 3. | «Småstadsprat (дуэт с Ларсом Виннербэком)» | Пер Гессле                   | 3:39         |
| 4. | «Enkel resa»                               | Пер Гессле / Матс МП Перссон | 3:56         |
| 5. | «Allt gick så fort»                        | Пер Гессле                   | 3:45         |
| 6. | «Tittar på dej när du dansar»              | Пер Гессле                   | 3:43         |
| 7. | «Några glas rosé»                          | Пер Гессле                   | 4:42         |
| 8. | «Far Too Close (дуэт с Саванной Чёрч)»     | Пер Гессле                   | 4:37         |

### Дуэты
В интервью шведскому радио P4 Halland Гессле прокомментировал, что на двух альбомах вместе будет 6 дуэтов, по три на каждом. На первом альбоме «En vacker natt» — с Хеленой Юсефссон, Ларсом Виннербэком и Саванной Чёрч, а на втором альбоме «En vacker dag» — с Линнеей Хенрикссон, Йоном Хольмом и Джессикой Свитмен. Все песни исполнены на шведском языке, за исключением двух: с Саванной Чёрч и Джессикой Свитмен (Джессика С.) — на английском языке.
Хелена Юсефссон уже принимала участие в записи многих альбомов Гессле в качестве бэк-вокалистки, таких как «Mazarin», «En händig man», «Party Crasher», «Son of a Plumber». Она также является бэк-вокалисткой и на данном альбоме. Кроме того, одну песню Гессле поёт с нею дуэтом. Однако, музыканту было интересно поэкспериментировать в сфере «мужских дуэтов», поэтому были приглашены Ларс Виннербэк и Йон Хольм.

### Обзор песен
Весь альбом был написан на волне личных потерь в семье музыканта. За последние три года умерли его брат Бенгт (от рака легких в 2014 году), сестра Гунилла (в октябре 2016 года) и мать Элизабет (2013). Эти события сильно повлияли на творчество Гессле и нашли своё отражение в песнях этого альбома. Пер Гессле видит «En vacker natt» «двоюродной сестрой» альбома «Mazarin» (2003).
- «Min plats» — по признанию Гессле, одна из двух ключевых песен альбома.[23] Эту же песню большинство критиков назвали лучшей на диске.➤
- «Första pris» — была изначально написана на английском языке под называнием «The finest prize»[6] для альбома Roxette «Good Karma», но в связи с прекращением концертной деятельности группы, она никогда не была записана с Мари Фредрикссон. Музыкант перевел текст своей песни на шведский язык для альбома «En vacker natt» и исполнил её дуэтом вместе с Хеленой Юсефссон.[23]
- «Småstadsprat» — первый сингл с альбома. Изначально не предполагалось, что эта песня будет исполняться дуэтом. Потом Гессле подумал, что дуэты двух певцов встречаются реже, чем дуэты певца и певицы и решил спеть эту композицию дуэтом с мужчиной.[23] В припеве поётся про мать-и-мачеху; в интервью Пер рассказал, что это символично: «всё проходит и у тебя появляется новый шанс».[24] Песня исполняется дуэтом с Ларсом Виннербэком, который также как и Пер вырос в маленьком городке, Линчёпинге. Выросший в пригороде Хальмстада Гессле говорит, что и Мари Фредрикссон, его коллега по Roxette — тоже «девушка из маленького городка».[16]
- «Enkel resa» — Пер Гессле говорит, что иногда заставляетМатса МП Перссона писать песни, что он и делает превосходно. Раз в десять лет.[23] В интервью Пер также рассказал, что эта песня — «переработка» композиции «Blåa jeans (och röda läppar)», которую он написал в 1982 году. Матс МП Перссон написал музыку, а Гессле слегка переработал текст старой песни, в результате получилась «Enkel resa».[6]
- «Allt gick så fort» — одна из центральных песен на альбоме о разных стадиях жизни.[23] В интервью Пер сказал, что не мог бы написать подобную песню 5-10 лет назад. Вместе с тем, он говорит, что не хотел бы, чтобы эту песню рассматривали как автобиографическую.[13] Эту песню он написал во Франции, когда был на пляже и увидел, как женщину спасали тонущей из воды. Дальнейшая её судьба неизвестна, но для Гессле это стало катализатором написания песни и указанием на то, что жизнь скоротечна.[25][26]
- «Tittar på dej när du dansar» — по мнению Гессле, самая красивая песня на альбоме. Музыкант хотел избежать этого, но это «быстрая» песня. Одна из немногих песен на альбоме, где есть электро гитары.[23]
- «Några glas rosé» — посвящена матери Гессле, которая умерла за 3,5 года до выхода альбома и с которой у музыканта были особенно тёплые отношения.[13] Гессле отмечает, что также как и в песне Gyllene Tider «Billy», в этой песне нет припева и ему тяжеловато её петь.[23]
- «Far Too Close» — несмотря на то, что весь альбом записан на шведском, последняя песня исполнена на английском. Это дань Нэшвиллу и его культуре кантри. Саванна Чёрч, с которой Гессле поёт дуэтом — американская певица.[16] Изначально эта песня была написана для Roxette.[23][27]

## Автограф сессии
Несмотря на то, что изначально планировалось выпустить в продажу 500 альбомов, специально подписанных лично Пером Гессле, а затем это число было увеличено до 4 000 штук, были также запланированы несколько автограф-сессий в таких городах как Вестерос, Хеслехольм, Евле и других. Однако позже было принято решение устроить целое «автограф-турне» (швед. Signeringsturné) длительностью один месяц по Швеции; был даже выпущен специальный плакат с датами и временем начала встреч с музыкантом.
В интервью Пер Гессле сказал, что по его сведениям, Spotify и другие потоковые сервисы занимают 94 % рынка звукозаписи в Швеции. Сам музыкант является большим поклонником физических носителей звукозаписи и поэтому решил отправиться в месячное автограф турне по стране, чтобы встретиться с поклонниками и сагитировать их купить физический носитель с музыкой.
- 27 апреля — Гётеборг[32]
- 28 апреля — Хальмстад[33]
- 29 апреля — Стокгольм[34]
- 4 мая — Вестерос
- 6 мая — Хеслехольм (с 12:30 до 14:00)[35]
- 6 мая — Мальмё (с 16:00 до 18:00)
- 7 мая — Улларед
- 12 мая — Евле[36]
- 13 мая — Бурленге
- 19 мая — Уппсала отменена
- 20 мая — Эребру (с 11:00 до 12:00) отменена
- 20 мая — Карлстад (с 14:00 до 15:00) отменена
- 27 мая — Норчёпинг (с 11:00 до 12:00) отменена
- 27 мая — Линчёпинг (с 14:00 до 16:00) отменена

## Синглы
- «Småstadsprat» (дуэт с Ларсом Виннербэком)

На песню был снят оригинальный видеоклип, режиссёр Емил Густафссон Рюдеруп (Emil Gustafsson Ryderup). Это мультипликационный клип, второй в карьере Гессле после клипа на песню Roxette «Opportunity Nox», который в 2003 году снял Йонас Окерлунд. Емил Густафссон дал интервью шведской газете «Göteborgs-Posten», в котором рассказал, что сначала отверг идею делать клип для «неназванного артиста», потому что был очень занят. Когда выяснилось, что артист — Пер Гессле, режиссёр сказал: «Он один из шведских музыкальных гениев, один из самых великих и я тогда очень волновался и не ответил на его запрос. Гессле несомненно стоит в первом ряду истории музыки в нашей стране. Он всегда был впереди, в определённом смысле, и я должен признаться, в тёмные моменты моей жизни я слушал „It Must Have Been Love“.» Режиссёр поручил неотложные дела коллегам и нарисовал видеоклип за три недели. Макет был представлен звукозаписывающей компании и самому Гессле, одобрен и, вскоре, представлен на официальном канале певца на YouTube.
- «Tittar på dej när du dansar»[5]

Был выпущен 16 июня 2017 года в виде цифрового релиза. На сингле два трека: альбомная версия песни (3:43) и инструментальная (3:51) в качестве b-side.
- «Småstadsprat (Sank Remix)»

12 октября 2017 года в виде цифрового релиза был выпущен ремикс на заглавный сингл с альбома.

## Отзывы критиков
- За два дня до выхода альбома музыкальный обозреватель шведской газеты «Aftonbladet» Ян-Улув Андерссон пишет, что альбом — одно из лучших творений Гессле.[24]
- Хокан Стеен (Håkan Steen), музыкальный обозреватель шведской газеты «Aftonbladet» оценивает альбом на 3 из 5. Он называет альбом «необычно личным». Критик считает, что на дебютном альбоме музыканта «Per Gessle» (1983) было гораздо больше кантри (в песнях «Timmar av iver» и «Tända en sticka till»), чем на этом альбоме. Однако это не так важно, считает Стеен. Важно, по его мнению, то, что «En vacker natt» максимально приблизился к дебютному «Per Gessle» и последовавшему за ним «Scener» в плане личности и открытости выражения. Лучшим треком на альбоме обозреватель называет «Min plats», хотя и отмечает, что дуэт с Хеленой Юсефссон «Första pris», а также «Tittar på dej när du dansar» тоже очень хороши.[41]
- Андерс Нунстед, обозреватель шведской газеты «Expressen» называет песни Гессле «одновременно свежими и знакомыми». В предисловии к обзору он называет хиты Гессле «монументальными», а самого артиста «мастером сложного искусства» (швед. mästare i den svåra konsten). Он крайне положительно отзывается об альбоме, называя его «великолепным». Лучшими песнями на диске обозреватель называет «Min plats», «Småstadsprat», «Far too close». Оценка 3/5.[27]
- Положительную оценку дает альбому обозреватель шведской газеты «Dagens Nyheter».[42]
- Ежедневная шведская газета «Svenska Dagbladet» оценивает альбом на 4 из 5. Обозреватель Дан Бакман называет Гессле «хальмстадской иконой». Альбом по его мнению очень походит на «Mazarin» (2003) «с большим количеством акустической музыки и легким налётом кантри». Не менее трети из восьми треков на диске обозреватель называет «хорошими». Особенно отмечаются три песни-дуэта, с Виннербэком, Юсефссон и Чёрч. Про песню «Allt gick så fort» Бакман говорит, что «она больше напоминает по звучанию Лос-Анджелес, чем Нэшвилл». По мнению критика «Гессле предал своего внутреннего хиппи и написал песню, близкую по звучанию Дэвиду Кросби и Джонни Митчел с великолепной электрогитарой Кристофера Лундквиста». Не все песни на диске, однако, он оценивает положительно. Так, «Tittar på dej när du dansar» по мнению корреспондента SvD «не войдет в историю», а «Några glas rosé» — «история любви с привкусом Нейла Янга в припевах».[43]
- Газета «Barometern» оценивает альбом на 2 из 5. Рецензент Патрик Станелиус называет лучшей песней диска «Min plats». Отмечается, что начинается пластинка очень неплохо, но со второй половины диска «Гессле теряет управление».[44]
- Критик шведского музыкального портала HYMN Калле Ларсон вначале обзора пишет о том, что Пер Гессле «строит из себя простого парня из Хальмстада», но в то же время владеет апартаментами в самой престижной части Стокгольма, коллекционирует дорогие машины и т. д. По мнению критика, «музыкант должен страдать, а Пер Гессле — просто бизнесмен». Он также пишет, что «En vacker natt» является продолжением альбома «Mazarin» (2003). Он называет альбом «жгучим, освобождающим, прекрасным». Отмечается, что в песне «Första pris» Хелена Юсефссон «поёт лучше, чем когда-либо». Обозреватель говорит, что ничего не понял в песнях «Enkel resa» и «Allt gick så fort». Подводя итог, он говорит, что «Пер Гессле это просто Пер Гессле, бизнесмен». Альбом получил оценку 6 из 10.[45]
- Портал Corren.se ставит оценку альбому 2 из 5. Лучшая песня диска: «Min plats». Самые хорошие песни альбома — первые четыре.[46]
- Обзоры диска также появились в газете «Västerbottens Kuriren».[47]
- Шведский портал Popmuzik.se ставит альбому оценку 7 из 10. Он называет альбом «возбуждающей и интересной стороной артиста», а также говорит, что «En vacker natt» — «приятный и зрелый летний альбом».[48]
- Норвежская газета «Dagsavisen» называет Гессле одним из лучших музыкантов Швеции (лучше него только ABBA) и одним из самых популярных шведских исполнителей в Норвегии. Обозреватель Гейр Раквааг положительно отзывается об альбоме и ставит ему оценку 5.[49]
- Кьель Экхольм, корреспондент шведскоязычной финской газеты «YLE» называет своей любимой песней на альбоме «Min plats», а весь альбом «глубоким и личным».[50]

## Место в хит-параде iTunes
| Хит-парад (2017) | Место |
| ---------------- | ----- |
| Швеция           | 2     |
| Норвегия         | 49    |
| Россия           | 79    |
| Германия         | 99    |
| Бразилия         | 122   |
| Испания          | 129   |
| Швейцария        | 138   |